# Phymatosorus cromwellii
Phymatosorus cromwellii är en stensöteväxtart som först beskrevs av Eduard Rosenstock, och fick sitt nu gällande namn av Nakaike. Phymatosorus cromwellii ingår i släktet Phymatosorus och familjen Polypodiaceae. Inga underarter finns listade.